# Beppe Wolgers
John Bertil "Beppe" Wolgers, født 10. november 1928 i Johannes sogn i Stockholm, død 6. august 1986 i Östersund, var en svensk forfatter, digter, oversætter, tekstforfatter, skuespiller, entertainer og kunstner.

## Biografi
Beppe Wolgers blev født som søn af skovmester John Gerhard Wolgers (1876–1937) og Gerda Elisabeth Korsgren (1892–1973). Han voksede op i Stockholm med sine to brødre, Stig Gerhard og Bo Gerhard Wolgers. Han begyndte sin skolegang på Carlssons skole og studerede senere på Nya Elementar i Åkeshov i det vestlige Stockholm. I begyndelsen af 1940'erne blev han interesseret i musik, hovedsagelig jazz, og købte en guitar og begyndte at tage lektioner. Ud over musik begyndte han at skrive sine egne digte, som han blandt andet sendte til Bonniers forlag. I 1946 begyndte han at studere på Otte Skölds malerskole. Det følgende år rejste han til USA, hvor han forblev i omkring et år.
Beppe Wolgers havde også udstillinger med kunstneren Ernfrid Bogstedt.
Wolgers debuterede som digter i 1953 med digtsamlingen, Jag sjunger i skon. I 1950'erne hang han sammen med en kunstnercirkel med jævnaldrende som Lars Forssell, Pär Rådström, Olle Adolphson og Carl Fredrik Reuterswärd. Han gjorde sit offentlige gennembrud med sangen "Okända Djur", musik skrevet og fremført af Olle Adolphson, da den litterære cabaret blev startet på Hamburger Börs i Stockholm i efteråret 1956. Denne tid portrætterer Beppe Wolgers i den selvbiografiske og posthumt udgivne Cabaret – Mina memoarer del 5 (1986).
Udover at skrive og dikte deltog Beppe Wolgers i underholdningsprogrammer på radio og tv. Han blev nationalt kendt som en af de såkaldte "skäggen" i en række højt profilerede og debatterede tv-programmer i efteråret 1963.
Han blev Sveriges godnat onkel i hele Sverige i børnprogramserie Beppes godnattstund, der blev sendt i fem runder i årene 1968–1974. I en natkjole og nathætte lå han i en kæmpe seng og talte til sine dukker. Setdesigneren og dukkemageren Bernt Franckie gjorde Hungrans stemme, Beppes kone Kerstin gjorde Gäspan, producenten Ulla Berglund lavede stemmen til Kraman og Sigrid på gryden. Busan, som ikke var til stede fra starten, fik en stemme fra Beppe og kaldte ham "jättebabyn i knasluvan".
Andre mindeværdige børneprogrammer med Beppe Wolgers er Beppes värdshus (1969) og Där Är Du, Här Är Jag (1971–1973). Han spillede også Pippi Langstrømps far Efraim Langstrømpe på film og tv og lavede bjørnenes stemme Baloo (dog ikke i sangnumrene, som blev udført af Roffe Bengtsson) til filmen Junglebogen fra 1967. Han lavede også Lille Johns stemme (Wolgers sang heller ikke i sangene der, men de blev fremført af Bernt Dahlbäck) til Robin Hood i 1973. Han optrådte også i den svenske version af radioserien Dickie Dick Dickens som gangsterbossen Jim Cooper.
Wolgers var en produktiv kabaretforfatter, og han skrev tekster til flere svenske kunstnere, hovedsageligt Monica Zetterlund (Sakta Vi Gå Genom Stan, Monicas vals og mere) og Gals og Pals (Det är vårt öde att dooa, Kära båt med mere). Som revyforfatter samarbejdede Beppe Wolgers med Povel Ramel i Ryck mig i snöret (1964), Ta av dej skorna (1965) og De sista entusiasterna (1968). I slutningen af revyen Vi älskar er, bliver Beppe verbalt chikaneret af Lars Ekborg. Beppe reagerer ikke og synes virkelig at lide. Ophavsmanden til uhøfligheden var dog Beppe selv.
Wolgers skrev otte digtsamlinger, fem prosabøger, syv børnebøger og måske tusind sangtekster. For sine digtsamlinger med motiver fra det nordlige Jämtland modtog han Jamtamot-æresprisen i 1975.
Den 6. august 1986 døde Beppe Wolgers i suiterne af et blødende mavesår, og han blev begravet den 25. september 1987 i Strömsunds nye kirkegårdsmindelund. Wolgers enke Kerstin åbnede et Beppemuseum på Öhn lige uden for Strömsund i det nordlige Jämtland i 1999, hvor Beppe Wolgers boede og arbejdede fra 1968. Museet skildrede hans liv og arbejde og har været drevet siden 2003 inklusive café (sommertid) af sin datter Camilla Wolgers. Museet blev lukket i 2013. Strömsund Kommune uddeler årligt en kulturpris, Beppe-prisen, til minde om ham.
I foråret 2007 udsendte Sveriges Television dokumentaren Barnens Beppe under ledelse af journalisten Henrik Koelman.
Wolgers var gift med Kerstin Dunér (født 1932); de havde fire børn sammen, blandt dem Tom Wolgers og folkehøjskolelærer Benton Wolgers. Han var onkel til kunstneren Dan Wolgers.

### Lyrik
- 1953 - Jag Sjunger I Skon
- 1954 - Bilden Av Vattnet
- 1957 - Gissningar
- 1961 - Kärleksbevisen
- 1969 - Bilder Från Milwaukee
- 1972 - Röster Från Vattudalen
- 1973 - Episod I Vikens Kapell
- 1983 - Mannen I Vattudalen

### Kortprosa
- 1956 - Djur Som Inte...
- 1958 - Andra. Noveller

### Børnebøger
- 1969 - Doj-Doj
- 1969 - Förtrollningar (med Bernt Franckie)
- 1972 - Sommaren Med Pia Och Muliga Glömma-Karlson
- 1973 - Dunderklumpen! (med Per Åhlin og Lennart Carlsson)
- 1973 - Den Stora Fixaren (med Mats Wolgers)
- 1973 - Fantasier (med Csihas)
- 1973 - Ur En Kos Dagbok (med Olof Landström)

## Sangtekster (udpluk)
- Det Gåtfulla Folket
- Ellinor Rydholm
- Jag Var En Vandrare
- Mitt Eget Land
- Monicas Vals
- Okända Djur
- Sakta Vi Gå Genom Stan
- Sov

## Filmografi (udpluk)
- 1963 - Skäggen (serie)
- 1964 - Svenska Bilder
- 1967 - Hugo Och Josefin
- 1968 - Beppes Godnattstund (serie)
- 1968 - Junglebogen (stemme til Baloo)
- 1969 - Oss Emellan
- 1969 - Pippi Langstrømpe (serie)
- 1970 - Pippi Langstrømpe På De Syv Have
- 1970 - Farligt Återseende
- 1973 - Her Kommer Pippi Langstrømpe
- 1973 - Robin Hood (stemme til Lille John)
- 1974 - Dunderklumpen!
- 1975 - Långtradarchaufförens Berättelser (serie)
- 1975 - Flåklypa Grand Prix
- 1980 - Barna Från Blåsjöfjället